# Витлеем
 Тази статия е за града в Палестина.  За мухафазата вижте Витлеем (мухафаза).  
Витлеѐм (на арабски: بَيْتِ لَحْمٍ, Байт Лахем – „Къща на хляба“; на иврит: בֵּית לֶחֶם, Бет Лехем – „хляб“) е град, разположен на Западния бряг в Палестинската автономия, административен център на провинция Витлеем.

## География
Градът се намира на около 10 км южно от Йерусалим, разположен на 765 м н.м. В пределите на агломерацията му попадат и селищата Бейт Джала и Бейт Сахур.

## История
Известен е най-вече с това, че е считан за рожденото място на Исус Христос. В чест на това събитие във Витлеем е построена базиликата „Рождество Христово“ – една от забележителностите на града. В него е роден и Давид – вторият цар на Израел, поради което в Библията градът е наричан често „градът на Давид“. Според библейско пророчество (виж Михей 5:2) Месията трябвало да бъде негов потомък и да се роди в неговия град.

## Галерия
- Базилика Рождество Христово
- Християнски поклонници (1890)
- Изглед от Витлеем с поклонници, (картина на Карл Йонике, 1894)
- Изглед от съвременен Витлеем
- Бетонни стени на входа на града откъм Йерусалим (2005)
- Активисти на Хамас в града
- Католическо шествие на бъдни вечер в града (2006)
- Улица в града

## Побратимени градове
- Абу Даби, ОАЕ
- Атина, Гърция

## Приятелство
- Верона, Италия